# Glendora (Mississippi)
Glendora ist ein Dorf (Village) im Tallahatchie County des US-Bundesstaats Mississippi in den Vereinigten Staaten von Amerika. Das U.S. Census Bureau hat bei der Volkszählung 2020 eine Einwohnerzahl von 154 ermittelt.

## Geographie

### Geographische Lage
Glendora liegt im Nordwesten des Bundesstaats Mississippi im Mississippi-Delta am Oberlauf des Tallahatchie Rivers, der hier auch Little Tallahatchie River genannt wird. Der Ort liegt an einer Schleife des Flusses, der durch den nordöstlich des Dorfes gelegenen Upper Glendora Cut-Off inzwischen zum Altwasser geworden ist. Die gesamte Region bis zum etwa 70 km westlich gelegenen Mississippi ist als Schwemmlandschaft überwiegend flach. Die fruchtbaren Böden werden seit Ende des 19. Jahrhunderts intensiv landwirtschaftlich genutzt, vor allem zum Baumwollanbau. Entlang des Little Tallahatchie Rivers, insbesondere innerhalb der nordöstlich von Glendora gelegenen Schleife, liegen Waldstücke.

### Nachbarorte
Sechs Kilometer nördlich von Glendora befindet sich die Unincorporated Community Swan Lake. Die Kleinstadt Webb liegt etwa 15 Kilometer nördlich von Glendora; einer der County Seats, Sumner, weitere drei Kilometer. Der zweite County Seat des Tallahatchie Countys, Charleston, befindet sich rund 35 km nordöstlich von Glendora. Südlich von Glendora liegt in etwa zehn Kilometer Entfernung Minter City und nach etwa 40 km Greenwood. Drew liegt circa 25 km westlich von Glendora. Die nächste Großstadt ist das etwa 160 km nördlich gelegene Memphis.

## Geschichte
Bis zum 17. Jahrhundert schlossen sich verschiedene Indianervölker in der dünn besiedelten sumpfigen Mississippi-Delta-Region schrittweise zum Choctaw (Chahta)-Stamm zusammen. Mit dem zunehmenden Einfluss und Zuzug europäischstämmiger Siedler traten die Choctaw ab 1796 in mehreren Verträgen Land ab, zuletzt 1830 mit dem Vertrag von Dancing Rabbit Creek. Nahe dem heutigen Dorf Glendora wurde etwa in den 1870er-Jahren ein Sägewerk errichtet, das Baumstämme verarbeitete, die um Webb geschlagen und über den Little Tallahatchie River geflößt wurden. 1883 eröffnete die Louisville, New Orleans and Texas Railway eine durch das heutige Ortsgebiet führende Bahnstrecke von Clarksdale über Sumner nach Minter City, an der ein Zwischenhalt namens Glendora eingerichtet wurde. 1892 wurde die Bahngesellschaft durch die Yazoo & Mississippi Valley Railroad der Illinois Central Railroad übernommen.
Um die Bahnstation entstand eine Siedlung, die am 19. März 1900 als Village eingetragen wurde. Im selben Jahr eröffnete der USPS ein Postamt in Glendora. Das größte Sägewerk, zuletzt betrieben durch die Cane Lake Lumber Company, schloss 1909, nachdem der ältere Baumbestand in der Region weitgehend abgeholzt war. Dominierender Wirtschaftszweig war seither die Landwirtschaft, insbesondere der Anbau von Baumwolle durch Sharecropper und Landpächter. Mitte der 20. Jahrhunderts sank die Zahl der dort Beschäftigten jedoch durch die schnelle Mechanisierung deutlich. Arbeitsplätze in anderen Branchen existieren kaum.
Beim Ort liegt Graball Landing am Tallahatchie River das seit 2023 zum Emmett Till and Mamie Till-Mobley National Monument gehört. Es wird angenommen, dass dies der Ort ist, an dem Emmett Tills Leiche aus dem Fluss geborgen wurde. Emmett Till, einem afroamerikanischen Jungen, der 1955 im Alter von 14 Jahren entführt, gefoltert und gelyncht wurde. Hier spendete man 4,31 Hektar Land dem National Park Service für das National Monument.
Glendora zählt zu den ärmsten Gemeinden der Region. Die USCB-Schätzung von 2019 nimmt für 72 % der Einwohner ein Einkommen unterhalb der Armutsgrenze an, der Zensus von 2010 bei einem mittleren jährlichen Haushaltseinkommen von 14375 Dollar für 62,6 %. 2010 identifizieren sich 92,28 % der Einwohner selbst als Schwarz, 4,56 % als Weiß.

## Infrastruktur

### Verkehr
U.S. Highway 49 verläuft in Nord-Süd-Richtung direkt westlich von Glendora. Die nächste größere Ost-West-Straßenverbindung ist Mississippi Highway 8 bei Minter City. Der nächstgelegene Interstate Highway ist Interstate 55 bei Grenada, gut 50 km östlich von Glendora.
ÖPNV existiert nicht in Glendora. Die Bahnstrecke durch Glendora wird durch die Canadian National Railway, die 1998 die Illinois Central Railroad erworben hatte, ausschließlich im Güterverkehr genutzt. In Glendora besteht keine Bahnstation mehr; in Swan Lake liegt der Abzweig der durch die Mississippi Delta Railroad der Chicago, Rock Island and Pacific Railroad genutzten Strecke Richtung Clarksdale.

### Bildung
Glendora liegt im Schulsprengel des West Tallahatchie School District. Zwei der drei Schulen des Districts, die R.H. Bearden Elementary School und die R.H. Bearden Elementary School liegen in Sumner; die West Tallahatchie High School in Webb.

## Söhne und Töchter des Orts
- Sonny Boy Williamson II. (1899–1965), Bluesmusiker